# УСТ Пролом (Ашаффенбург)
УСТ «Пролом» (Українське Спортове Товариство «Пролом») — українське спортивне товариство з німецького міста Ашаффенбург.

## Історія
Товариство в українських таборах Боа Брюле і Артілєрі-Касерне засноване 19 серпня 1946 року за ініціятивою д-ра Володимира Левицького, інж. Ярослава Яримовича і Миколи Григоровича. Це було друге спортивне товариство на 4 українські табори з 6.520 мешканцями в Ашаффенбурзі, що сприяло конкуренції та спричинилося до пожвавлення діяльности.
Проведено також 1 курс спортивних правил для членів і 2 реферати. Всіх членів — 145.
На зборах 24 липня 1948 року обидва ашаффенбурзькі товариства «Запоріжжя» та «Пролом» об'єдналися в одне під назвою УСТ (Ашаффенбург).

## Секції
У «Проломі» діяли секції: 
- волейбол жінок — 1 змагання;
- волейбол чоловіків — 5 змагань і 1 турнір;
- баскетбол — одні змагання;
- легка атлетика — лісовий біг з перешкодами і 1 двозмаг з «Чорномор’ям» з Майнц Кастелю. Участь в спільнім Дні Фізичної культури, 50 членів осягнуло Відзнаку Фізичної Вправности;,
- шахи — в обласному командному турнірі 1948 року — 3-є місце, участь 4-х шахістів у команді українців Ашаффенбурга в міждіпівськім команднім турнірі з участю 5 народів по 15 шахівниць. Українці зайняли 2-е місце;
- футбол — три команди розіграли 37 ігор і досягли добрих результатів;
- настільний теніс — 6 змагань і 1 командний турнір за участю 5 товариств, 1 міждіпівський турнір за індивідуальну першість Ашаффенбургу в 5-и категоріях (серед жінок Дачишин здобула 2-е місце), організація і участь 4-х змагунів в зональному індивідуальному турнірі 1948 року, командний обласний турнір 1948 р. (серед жінок — 1-е місце, серед юніорів — 2-е, серед дорослих — 3-є), участь у зональному командному турнірі 1948 року серед жінок і міждіпівськім команднім турнірі 4-х народів Вюрцбурзької ІРО области.